# Рустам Касимджанов
Рустам Касимджанов (на узбекски: Rustam Qosimjonov; на руски: Рустам Касымджанов) е 17-ият световен шампион по шахмат (версия ФИДЕ, от 2004 до 2005 г.).

## Световно първенство по шахмат през 2004 г.
Касимджанов печели световното първенство по шахмат в Триполи, Либия, през 2004 г. като е поставен под номер 54 в стартовата схема. В първенството участват 128 състезатели, които играят директни елиминации. В първите пет кръга се играят по две партии с разменени цветове и тай-брек при равен резултат. На полуфиналите се играят четири партии, а на финалът – шест. Касимджанов побеждава последователно Алехандро Рамирес, Ехсан Магами, Василий Иванчук, Золтан Алмаши, Александър Гришчук, Веселин Топалов и на финала Майкъл Адамс. С победата си Касимджанов получава правото да играе в мач за обединяване на титлата с Гари Каспаров.